# Markt Erlbach
Markt Erlbach är en köping (Markt) i Landkreis Neustadt an der Aisch-Bad Windsheim i Regierungsbezirk Mittelfranken i förbundslandet Bayern i Tyskland.  Folkmängden uppgår till cirka 5 700 invånare.